# マヌエル・クインツィアート
マヌエル・クインツィアート（Manuel Quinziato、1979年10月30日 - ）は、イタリア、ボルツァーノ出身の自転車競技（ロードレース）選手。

## 来歴
1997年
- ジュニア世界選手権自転車競技大会・団体追抜 3位

2001年
- 欧州選手権(U23)・個人タイムトライアル(ITT) 優勝

2002年、ランプレ・ダイキン（後のランプレ・ISD）と契約。
2004年
- ジャパンカップサイクルロードレース 3位

2005年、サウニエル・ドゥバル＝プロディール（後のジェオックス・TMC）に移籍。
2006年、リクイガス（後のリクイガス・キャノンデール）に移籍。
- エネコ・ツアー 総合5位、区間1勝(第2)

2008年
- ブエルタ・ア・エスパーニャ・第1ステージ チームタイムトライアル(TTT)優勝。
- デ・パンネ3日間 総合2位

2009年
- ヘント〜ウェヴェルヘム 9位
- パリ〜ルーベ 9位

2011年、BMC・レーシングチームに移籍。
2012年
- ロードレース世界選手権・チームタイムトライアル 2、12

2017年12月31日、引退。